# Edraianthus horvatii
Edraianthus horvatii är en klockväxtart som beskrevs av Lakušic. Edraianthus horvatii ingår i släktet Edraianthus och familjen klockväxter. Inga underarter finns listade i Catalogue of Life.

## Bildgalleri

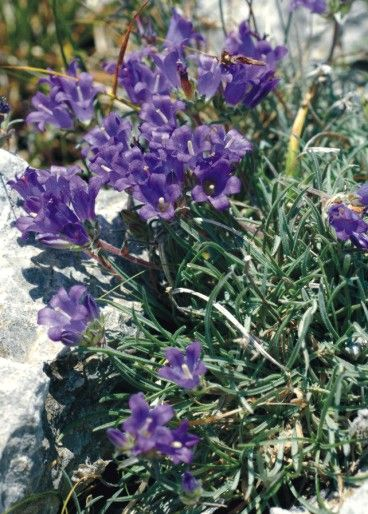